# ویلی وانکا و کارخانه شکلات‌سازی
ویلی وانکا و کارخانه شکلات‌سازی (انگلیسی: Willy Wonka & the Chocolate Factory) فیلمی فانتزی موزیکال آمریکایی محصول سال ۱۹۷۱ است که توسط مل استوارت از فیلم‌نامه‌ای نوشته رولد دال کارگردانی شده است. در این فیلم جین وایلدر در نقش شکلات‌ساز ویلی وانکا بازی می‌کند. این فیلم داستان کودک فقیری به نام چارلی باکت (پیتر اوستروم) را روایت می‌کند که پس از پیدا کردن یک بلیت طلایی در یک شکلات، به همراه چهار کودک دیگر از سراسر جهان، شانس بازدید از کارخانه شکلات‌سازی ویلی وانکا را به دست می‌آورد.
فیلم‌برداری این اثر از اوت تا نوامبر سال ۱۹۷۰ در مونیخ انجام شد. اگرچه نام رولد دال به‌عنوان نویسندهٔ فیلم‌نامه درج شده، اما دیوید سلزر نیز بدون ذکر نام، بازنویسی‌هایی روی آن انجام داد. با اینکه دال با برخی از تغییرات داستانی مخالف بود، تصمیم‌های کارگردان موجب شد او از این فیلم اعلام برائت کند. ترانه‌های فیلم را لزلی بریکوس و آنتونی نیولی نوشتند و والتر شارف موسیقی متن را تنظیم و رهبری کرد.
فیلم ویلی وانکا و کارخانه شکلات‌سازی در تاریخ ۳۰ ژوئن ۱۹۷۱ از سوی پارامونت پیکچرز در ایالات متحده اکران شد. با بودجه‌ای معادل ۳ میلیون دلار، فیلم نقدهای مثبت از منتقدان دریافت کرد، اما از نظر مالی موفقیت بزرگی نبود و تنها ۴ میلیون دلار در اکران اولیه فروش داشت. این فیلم نامزد اسکار بهترین موسیقی متن در چهل و چهارمین دوره جوایز اسکار شد و جین وایلدر نیز نامزد گلدن گلوب بهترین بازیگر مرد در فیلم کمدی یا موزیکال در بیست و نهمین دوره جوایز گلدن گلوب شد. این فیلم همچنین ترانهٔ مشهور «مرد آب‌نباتی» را معرفی کرد که بعداً توسط سمی دیویس جونیور اجرا شد و به موفقیت بزرگی رسید. ویلی وانکا و کارخانه شکلات‌سازی بعدها با پخش‌های تلویزیونی و فروش نسخه‌های خانگی به محبوبیت فراوانی دست یافت. در سال ۲۰۱۴، این فیلم از سوی کتابخانه کنگره برای نگهداری در فهرست ملی ثبت فیلم آمریکا برگزیده شد، به‌دلیل «اهمیت فرهنگی، تاریخی یا زیبایی‌شناختی».

## داستان
چارلی باکت، پسر فقیری است که روزنامه‌فروشی می‌کند و از کنار کارخانهٔ شکلات‌سازی ویلی وانکا عبور می‌کند. یک دوره‌گرد به او می‌گوید هیچ‌کس وارد یا خارج آن کارخانه نمی‌شود. پدربزرگ جو به چارلی می‌گوید وانکا به‌دلیل جاسوسی رقبای تولیدکنندهٔ شکلات، کارخانه‌اش را بسته، و هرچند سه سال بعد تولید را از سر گرفت، دیگر کسی نمی‌داند کارگران جدید چه کسانی هستند.
وانکا اعلام می‌کند پنج «بلیط طلایی» در شکلات‌هایش پنهان کرده که یابندگان آن‌ها، ضمن بازدید از کارخانه، مادام‌العمر شکلات رایگان دریافت می‌کنند. چهار بلیط نخست به آگوستوس گلپ شکمو، وراکا سالت لوس، وایلت بیورگارد آدامس‌جو، و مایک تی‌وی معتاد به تلویزیون تعلق می‌گیرد. مردی مرموز در گوش همهٔ برندگان چیزهایی می‌گوید. چارلی هم یک شکلات باز می‌کند، اما بلیطی پیدا نمی‌کند. همان شب اعلام می‌شود بلیط پنجم را یک میلیونر پاراگوئه‌ای پیدا کرده و چارلی ناامید می‌شود.
روز پیش از بازدید از کارخانه، چارلی مقداری پول در جوی آب پیدا می‌کند و با آن شکلاتی می‌خرد. روزنامه‌ها اعلام می‌کنند که بلیط پنجم جعلی بوده، و چارلی وقتی شکلات را باز می‌کند، بلیط واقعی را می‌یابد. در راه بازگشت، با مردی مواجه می‌شود که با سایر برندگان هم صحبت کرده بود. او خود را آرتور اسلاگورث، رقیب وانکا معرفی می‌کند و از چارلی می‌خواهد نمونه‌ای از اختراع جدید وانکا به نام آب‌نبات ماندگار را در برابر مبلغی هنگفت به او بدهد. چارلی با بلیط طلایی به خانه بازمی‌گردد و پدربزرگ جو را به‌عنوان همراه خود برمی‌گزیند.
روز بعد، وانکا در مقابل درهای کارخانه به استقبال بچه‌ها می‌آید و آن‌ها قراردادی امضا می‌کنند. بازدید از اتاق شکلات آغاز می‌شود، جایی که بازدیدکنندگان با کارگران کوچک‌اندام وانکا، یعنی اومپا-لومپاها آشنا می‌شوند. بچه‌ها در اتاق اختراع، آب‌نبات‌های ماندگار دریافت می‌کنند. یکی‌یکی بچه‌ها از کارخانه بیرون انداخته می‌شوند: آگوستوس پس از افتادن در رود شکلات، وارد لوله می‌شود؛ وایلت آدامس آزمایشی می‌جود و به یک زغال‌اختهٔ انسانی غول‌پیکر تبدیل می‌شود؛ وراکا در اتاق تخم‌مرغ به داخل زباله‌دان می‌افتد؛ و مایک هنگام استفاده نادرست از دستگاه تلویزیون وانکا، به اندازهٔ یک شکلات کوچک می‌شود. در یکی از صحنه‌ها، چارلی و پدربزرگ جو نوشابهٔ گازدار معلق‌کننده می‌نوشند و تا نزدیکی پنکهٔ بزرگ بالا می‌روند، اما با آروغ زدن به‌سلامت پایین می‌آیند.
پس از پایان بازدید، وانکا به‌دلیل نقض قرارداد (نوشیدن نوشابه گازدار) از تحویل جایزهٔ شکلاتی به چارلی و پدربزرگ جو خودداری می‌کند. پدربزرگ جو خشمگین می‌گوید که آب‌نبات را به اسلاگورث خواهد داد، اما چارلی تصمیم می‌گیرد آن را بازگرداند. وانکا او را برندهٔ واقعی مسابقه اعلام می‌کند و می‌گوید «اسلاگورث» درواقع یکی از کارمندان خودش بوده و این ماجرا آزمونی اخلاقی برای ارزیابی شخصیت بچه‌ها بوده است. سپس، درحالی‌که در وانکاواتور (آسانسور شیشه‌ای چندجهته) بر فراز شهر پرواز می‌کنند، وانکا به چارلی می‌گوید این مسابقه را برای یافتن جانشینی شایسته برگزار کرده و از او و خانواده‌اش دعوت می‌کند در کارخانه زندگی کنند.

## نگارخانه

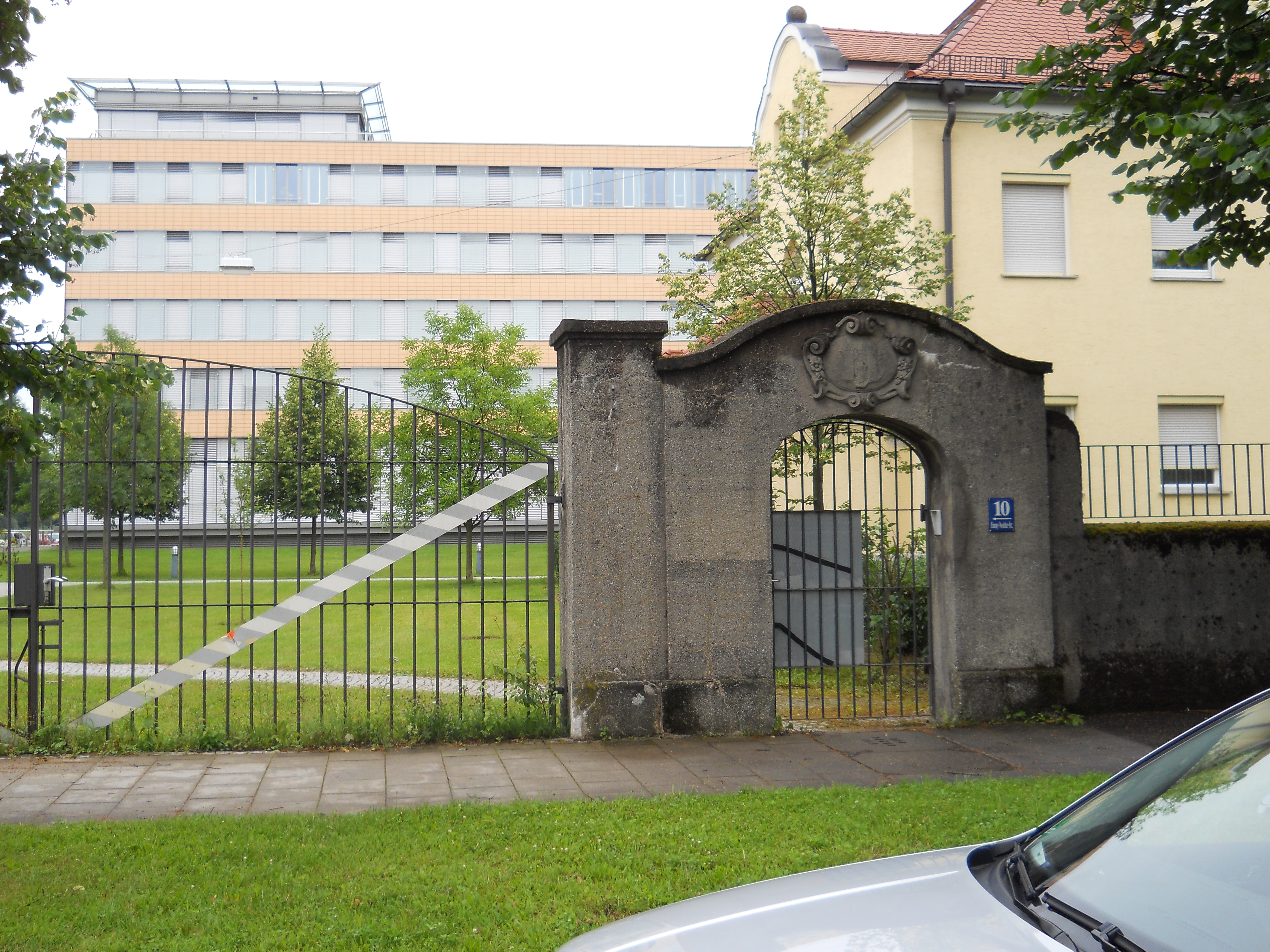
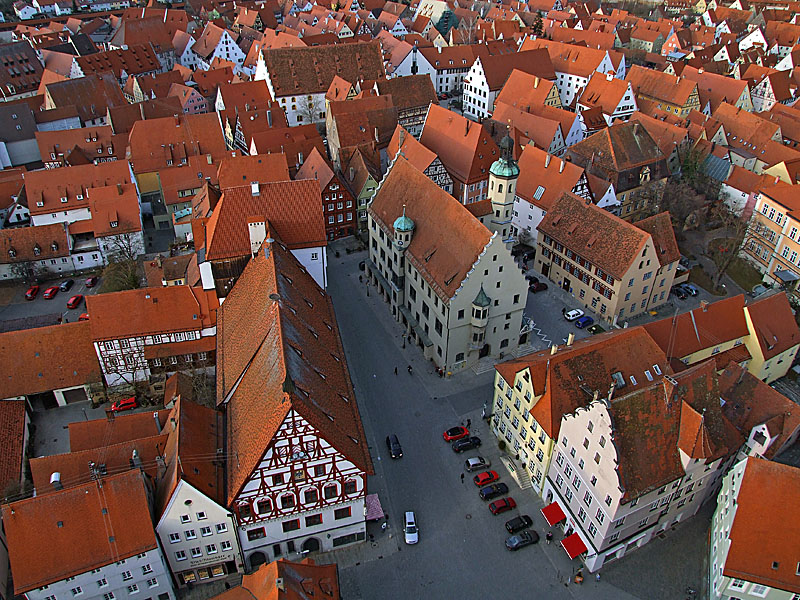